# Cácota
Cácota es un municipio colombiano ubicado en la región sur-occidental del departamento de Norte de Santander. Su economía se basa en la producción agrícola como la papa, zanahoria, arveja, curuba y durazno así como la producción pecuaria en bovinos y áreas en pastos. Una gran parte del municipio (más de 4 mil hectáreas) forma parte del Páramo de Santurbán, fuente hídrica para Santander y Norte de Santander.

## Historia

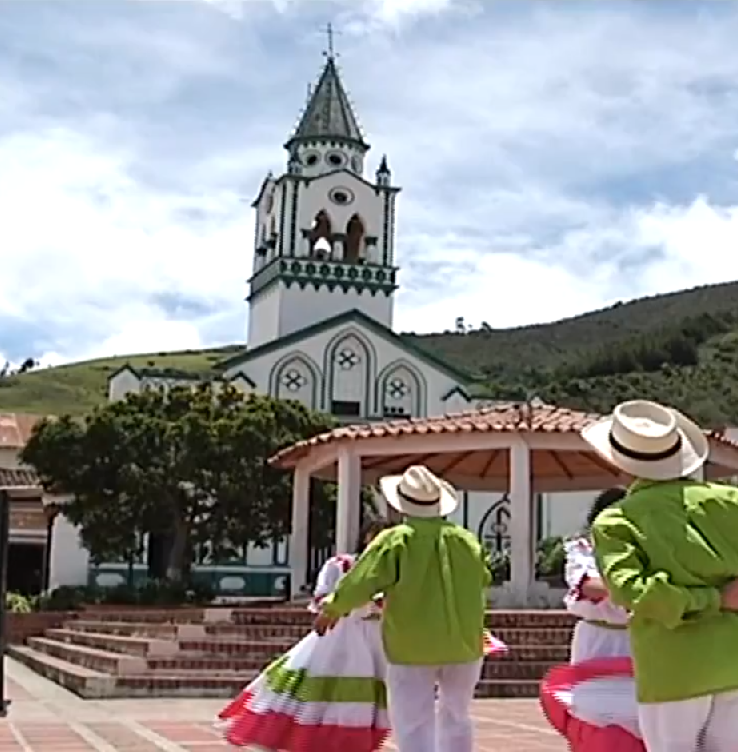
Iglesia de Cácota.

En la época precolombina, el territorio del actual municipio de Cácota fue poblado por los indígenas Cácotas, de la familia de los chitareros. 
Sobre su fundación el sacerdote Enrique Rocheaux dice: «Que no pareciéndole prudente al conquistador Armendáriz encomendar a su sobrino, Don Pedro de Ursúa, la misión de buscar El Dorado, resolvió ponerle al mando una expedición que debería dirigirse hacia el norte y nombró como maestre de campo al experimentado Ortún Velázquez de Velasco. Juntos emprendieron la aventura al mando de una expedición con 140 hombres. Luego de sortear muchas dificultades lograron someter al cacicazgo de Cácota el 26 de octubre de 1549». 
La fundación tuvo lugar en 1555, cuando por voluntad de su fundador y para distinguirla de Cácota de Suratá le dio su propio nombre. La parroquia de San Jacinto de Cácota fue creada, según consta en los libros, el 23 de abril de 1637, y su primer párroco fue fray Miguel de Lejía, habiendo quedado bajo el patronato de Nuestra Señora de Dolores.
El primer matrimonio celebrado y registrado en los libros parroquiales, fue entre los indios Luis Ingupa y María de Cativón, cacique de dos de las más importantes tribus, en febrero de l692.
Rafael José Urdaneta Faría. al mando de unos 1000 infantes sufrió un grave revés en la batalla de Bálaga el 25 de noviembre de 1815. El encuentro ocurrió en el río Chitagá, cuyo paso Urdaneta inmediatamente trató de impedir, pero debido al bajo nivel del río, tal acción fue imposible y entraron en combate. La batalla comenzó a las cinco de la mañana y terminó a las cuatro y media de la tarde con una derrota avasallante para Urdaneta, que apenas pudo escapar con unos 200 hombres a Cácota de Velasco.

## Límites
- Norte: Pamplona.
- Sur: Chitagá.
- Oriente: Chitagá, Labateca y Pamplona.
- Occidente: Mutiscua y Silos.

## Actividades económicas
La principal actividad es la agricultura, como el cultivo de la fresa. También se crían a pequeña escala aves de corral como la gallina u ovejas. De estas se extrae la lana para realizar tejidos como cobijas, muy necesarias en la zona por lo frío del clima. Otras actividades son la alfarería y la artesanía en general. En tiempos recientes los habitantes están enfocados en desarrollar el turismo.

## Festividades
Es costumbre el festejo de la Navidad en el cual todo el pueblo participa. En esta fecha todo se cubre de luminarias navideñas y se desarrollan actividades alegóricas.
También se festeja el día Virgen de los Dolores al iniciar la Semana Santa, eligiendo a la Reina "Cácota de Velasco", que va precedido de un despliegue de carrozas a través de todo el pueblo y bailes típicos colombianos.
- Fiestas patronales.
- Semana Santa.
- Aguinaldo navideño.
- Cumpleaños de Cácota (26 de octubre). Archivado el 28 de febrero de 2021 en Wayback Machine.
- Cumpleaños del Colegio (26 de febrero)
- Interclases Ortún Velasco.

## Lugares de interés
- Santuario de Nuestra Señora de los Dolores
- Piedra de Ojo
- Lagunas del Cornal
- Silla pastoral

### Laguna de Cácota

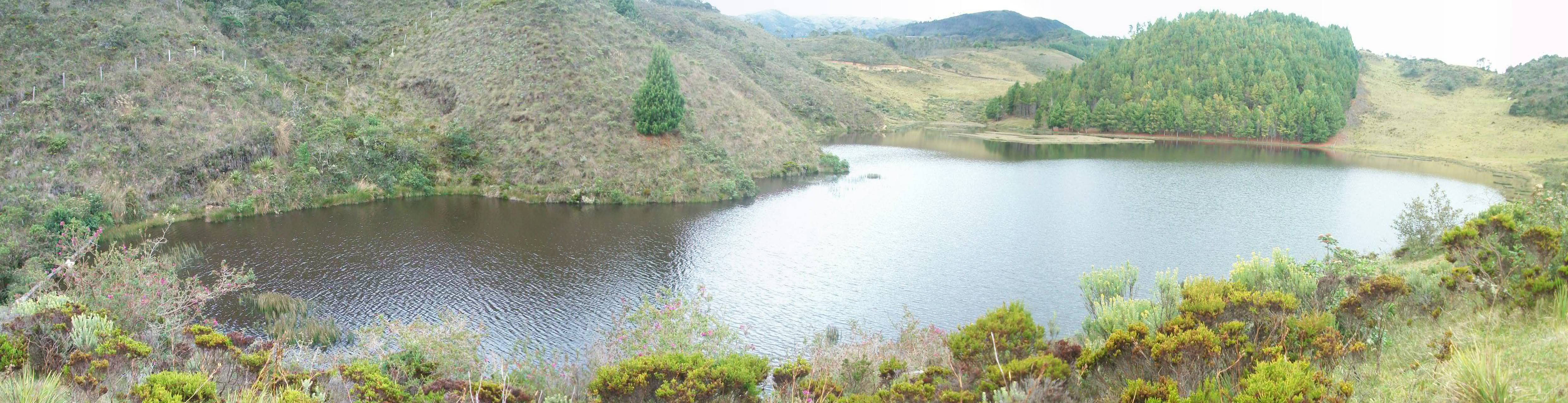
Laguna de Cácota.

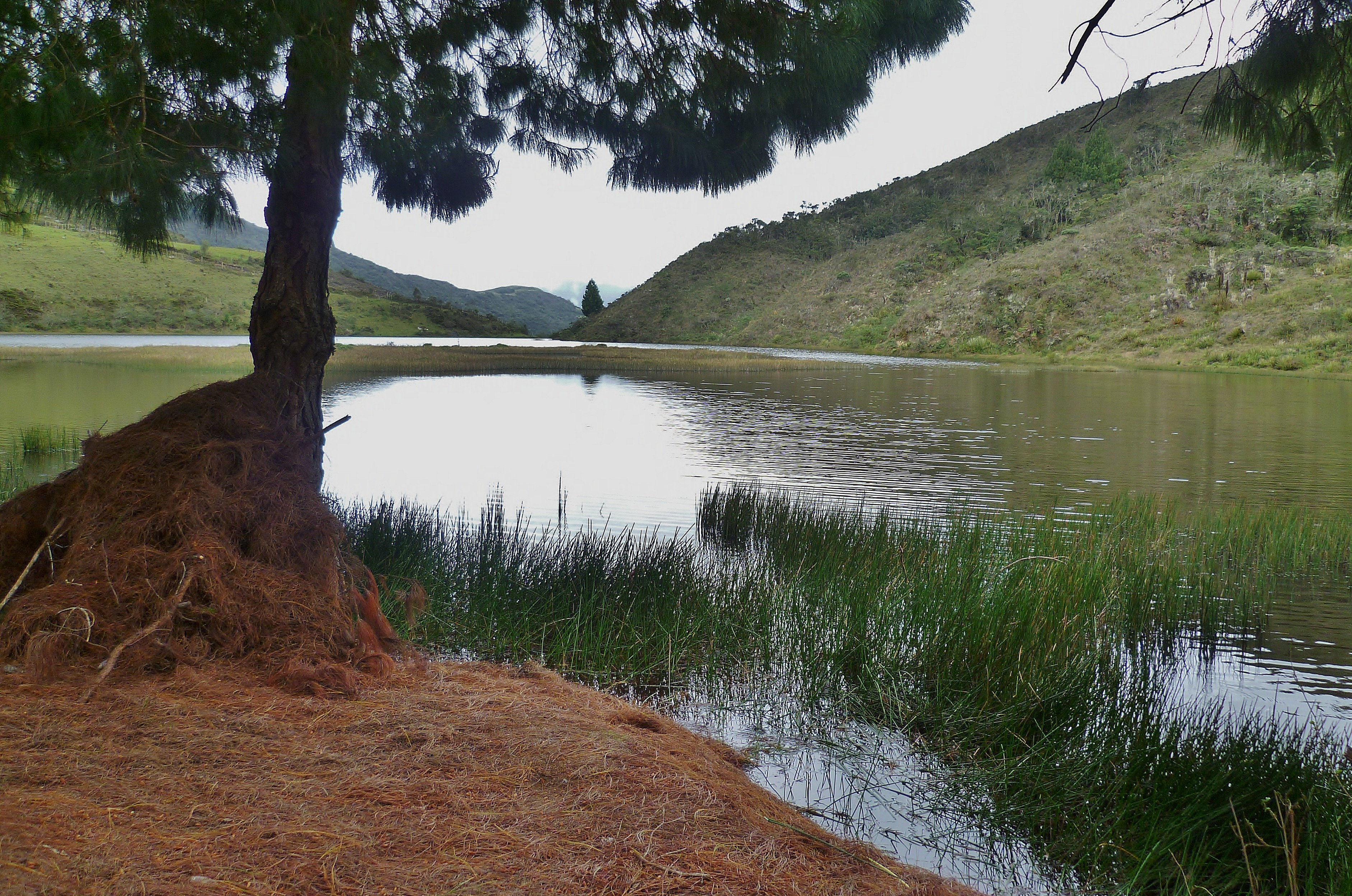
Laguna de Cácota.

El embalse llamado 'La laguna del Cacique Cácota' es una de las mayores atracciones del pueblo, siendo extraño en esta zona montañosa donde casi toda el agua desciende instantáneamente debido a la verticalidad del terreno. 
Para llegar al lugar se debe ascender alrededor de 30 minutos a 1 horas dependiendo del caminante o  también se puede llegar luego de una agradable cabalgata o por la carretera que conecta el parque principal con este hermoso cuerpo de agua. Es una travesía sin arbustos, guiada por un camino de hermosos paisajes y abundante flora.

## Cultura
Los campesinos conservan la cultura montañesa colombiana de utilizar la ruana, manto que puede ser de lana y que abriga del frío.